# Eugénie av Frankrike med sina hovdamer

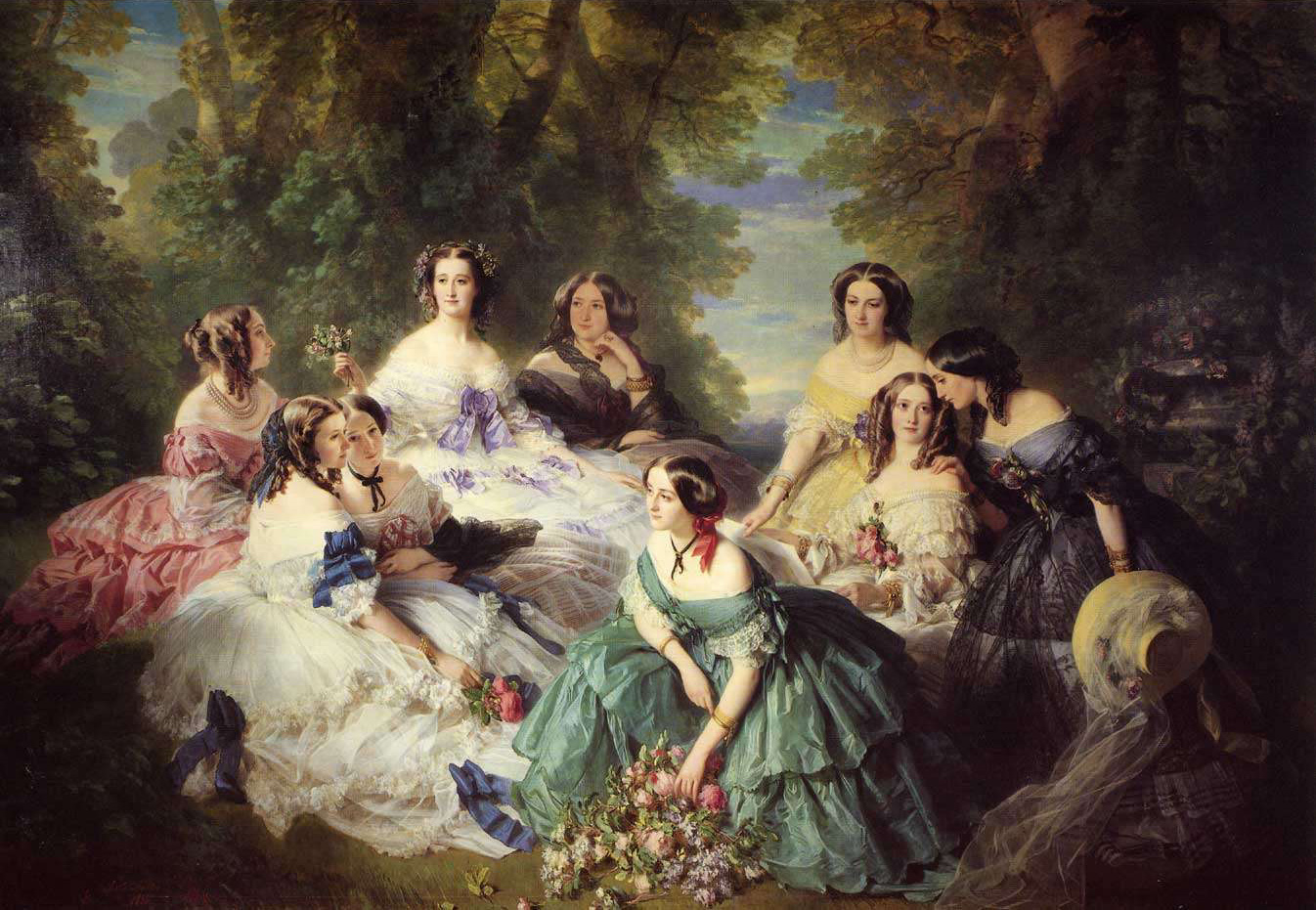
Eugénie av Frankrike med sina hovdamer (1855)

Eugénie av Frankrike med sina hovdamer är en oljemålning av Franz Xaver Winterhalter från 1855. Den föreställer kejsarinnan Eugénie av Frankrike, hustru till Napoleon III, tillsammans med åtta av sina hovdamer. Den är utställd på slottet i Compiègne i det franska departementet Oise. Målningen är ett exempel på akademisk konst.

## Personerna i tavlan

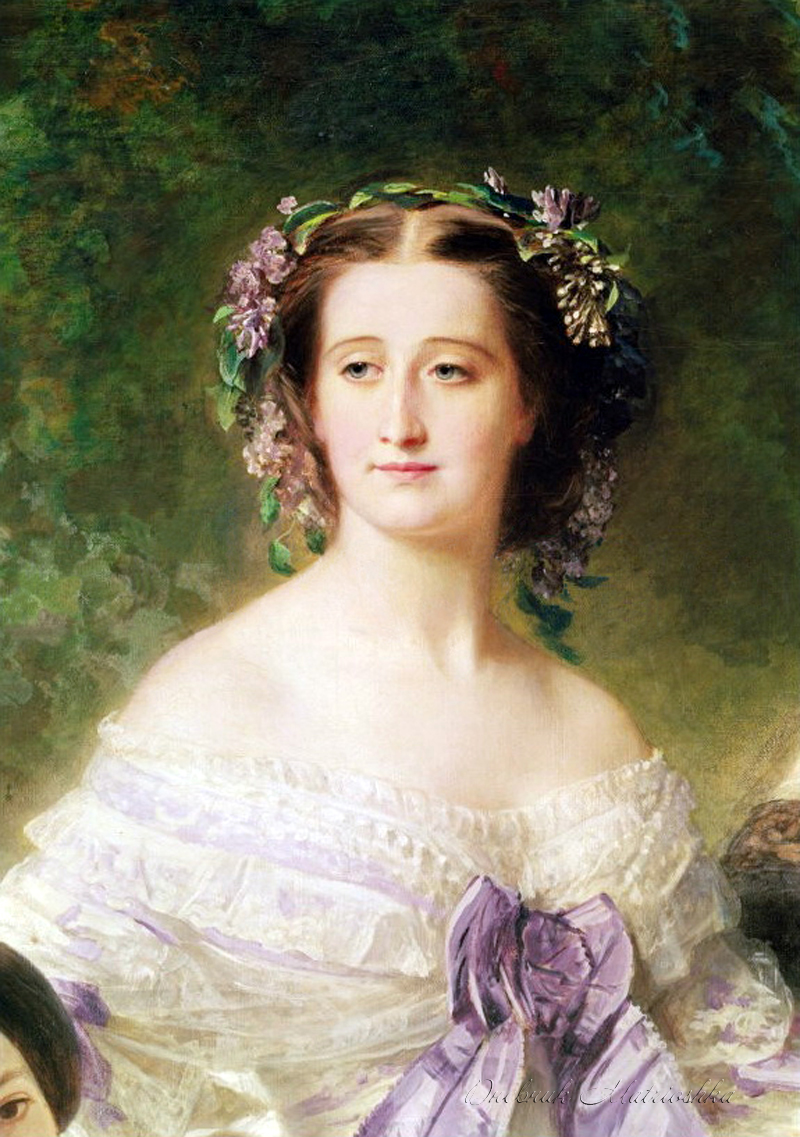
Eugénie av Frankrike
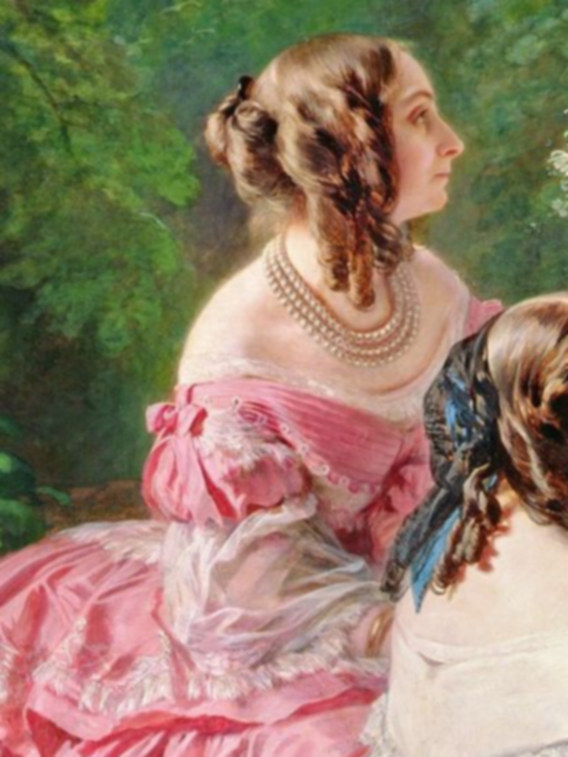
Anne d'Essling
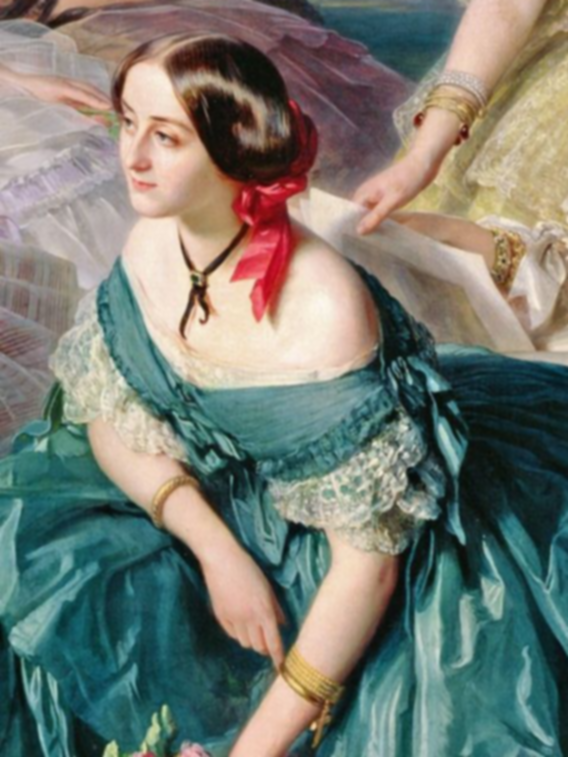
Adrienne de Villeneuve-Bargemon
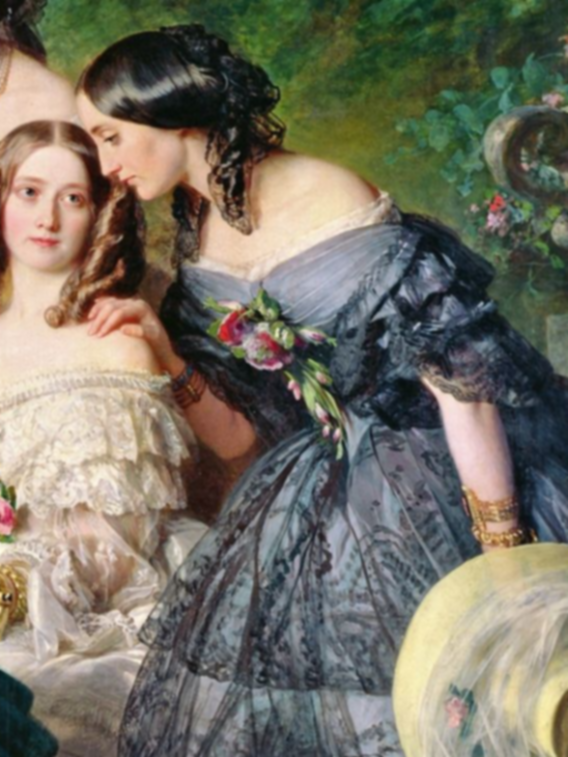
Anne Eve Mortier de Trévise
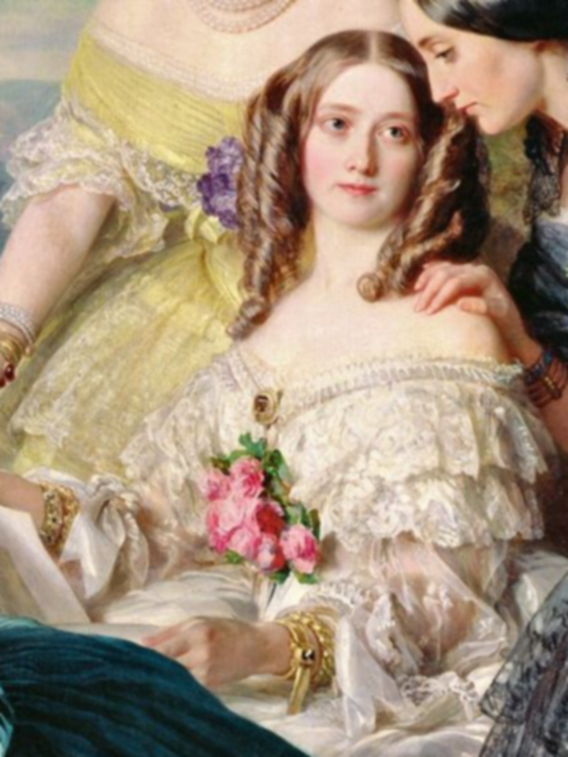
Claire Emilie MacDonnel
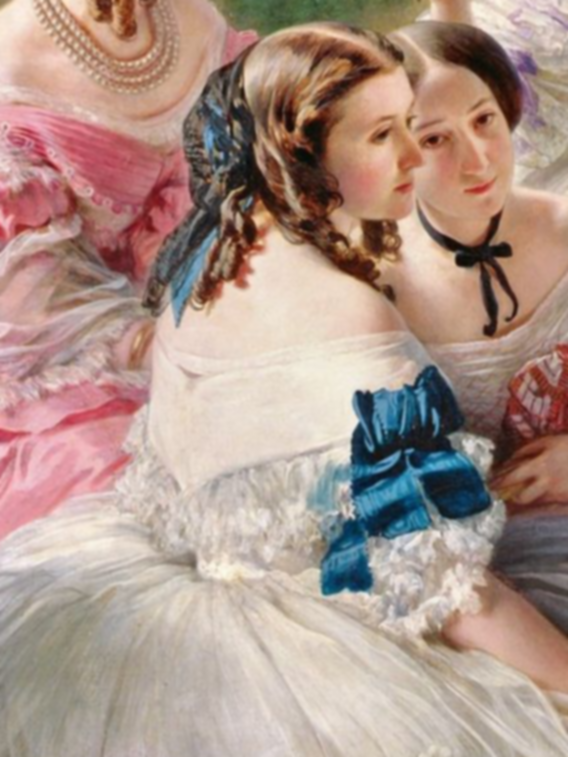
Jane Thorne
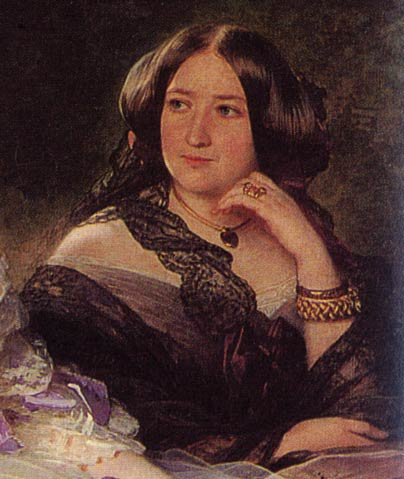
Pauline de Bassano
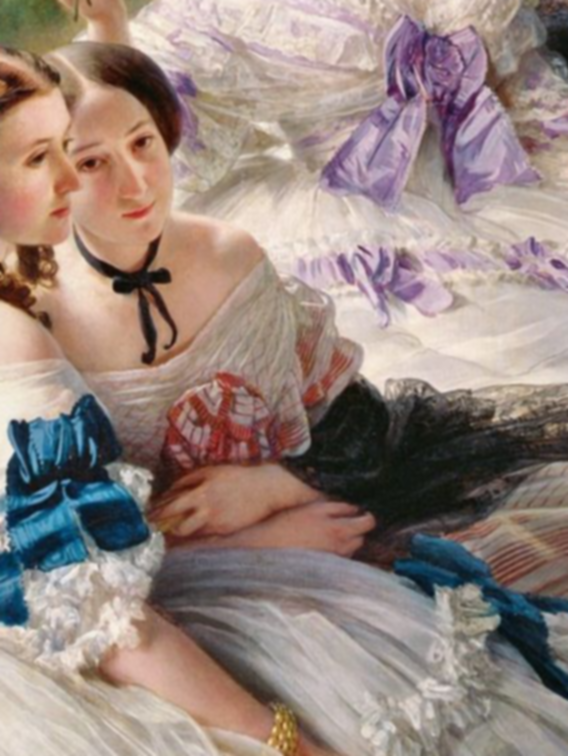
Louise Poitelon du Tarde
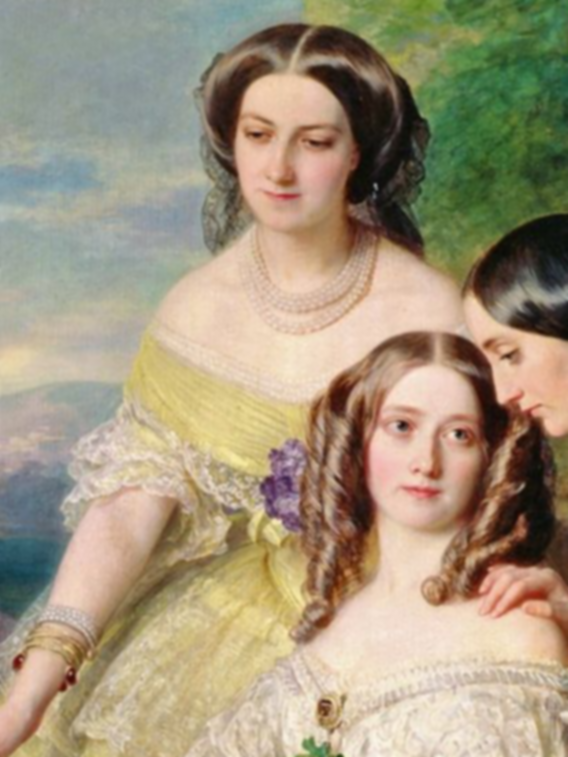
Nathalie de Ségur